# Euphorbia tetraptera
Euphorbia tetraptera är en törelväxtart som beskrevs av John Gilbert Baker. Euphorbia tetraptera ingår i släktet törlar, och familjen törelväxter. IUCN kategoriserar arten globalt som livskraftig.
Artens utbredningsområde är Madagaskar. Inga underarter finns listade i Catalogue of Life.